# HD 42012
HD 42012 — одиночная звезда в созвездии Возничего на расстоянии приблизительно 120 световых лет (около 36,7 парсек) от Солнца. Видимая звёздная величина звезды — +8,44m. Возраст звезды определён как около 4,1 млрд лет.
Вокруг звезды обращается, как минимум, одна планета.

## Характеристики
HD 42012 — оранжевый карлик спектрального класса K0V, или K0. Масса — около 0,961 солнечной, радиус — около 0,864 солнечного, светимость — около 0,537 солнечной. Эффективная температура — около 5275 K.

## Планетная система
В 2017 году группой астрономов было объявлено об открытии планеты HD 42012 b.
В 2019 году учёными, анализирующими данные проектов HIPPARCOS и Gaia, у звезды обнаружена планета HIP 29242 c.